# Tiyi (épouse de Ramsès III)
Pour les articles homonymes, voir Tiyi.
Tiyi est une reine d'Égypte de la XXe dynastie. Elle est une épouse du pharaon Ramsès III. À la fin de son règne, son époux doit faire face à une grève d’ouvriers de Deir el-Médineh en l’an 29 et à deux complots. Le premier est mené par le vizir de Basse-Égypte et le deuxième, en l’an 32, une conspiration de harem menée par Tiyi, qui voulait placer sur le trône son fils Pentaour à la place de Ramsès IV, l'héritier légitime né de la reine Tyti.    

## Généalogie
Tiyi a eu a minima un fils avec Ramsès III, à savoir Pentaour (ce nom ne serait pas son vrai nom), le participant au complot visant Ramsès III. Les avis des spécialistes sont très partagés sur l'attribution des fils de Ramsès III à telle ou telle reine et il est bien difficile d'en tirer une majorité.

## Conspiration du harem
Comme le précise James Henry Breasted, la reine, son fils Pentaour ainsi que des hauts fonctionnaires et officiers de l'armée sont impliqués. Le complot est démasqué au dernier moment, néanmoins une étude récente semble indiquer que Ramsès III n'y a pas survécu.
Les complotistes sont jugés par un tribunal de douze juges, présidé par le nouveau pharaon, Ramsès IV. Le tribunal sépare les coupables en deux listes. Pour la première, les coupables sont désignés à l'aide de sobriquet pour les vouer à la déchéance éternelle ; condamnés à mort sans plus de précision (« leur peine est venue vers eux »). Pour la seconde liste, les coupables sont invités à se suicider avant qu'on ne fasse usage de violence. Pentaour fait partie de ceux-là,. Les sources disponibles ne donnent aucune précision quant au sort de la reine Tiyi et des proches de la famille royale.